# 30人の戦い
30人の戦い（30にんのたたかい、英語: Combat of the Thirty）は、1351年3月26日に起きた出来事で、百年戦争の一環として勃発したブルターニュ継承戦争の中のエピソードの一つである。それぞれ仏英を後ろ盾に持つブルターニュのブロワ家（シャティヨン家）とモンフォール家が、ブルターニュ公国の支配権をかけて両家の代表者を選び決闘を行った。激しい戦いの末にフランス・ブロワ家側が勝利した。後に中世年代記作家や歌人から騎士道精神の理想的な発露と称揚され、ジャン・フロワサールは「双方の戦士たちは、まるでローランやオリヴィエ（中世武勲詩の英雄たち）のように勇敢だった」と称えた。

## 背景
ブルターニュ継承戦争は、百年戦争初期において起きた、ブルターニュ公国の支配権を巡るブロワ家とモンフォール家の争いで、ブロワ家にフランス王国が、モンフォール家にイングランド王国が肩入れしたために代理戦争の様相を呈した。1341年に始まった戦争は1350年代に入るころには膠着状態に陥っていたが、そんな中でモンフォール側のプロエルメル城のロバート・ベンバラのもとに、近くのブロワ側のジョスラン城主ジャン・ド・ボーマノワールから一騎討ちの挑戦状が届いた。フロワサールによると、この申し出に対してベンバラが「両家から20～30人を出して決闘をやらないか」と応じたところ、ボーマノワール側も大変乗り気になり、事態が一気に拡大したという。

## 動機について

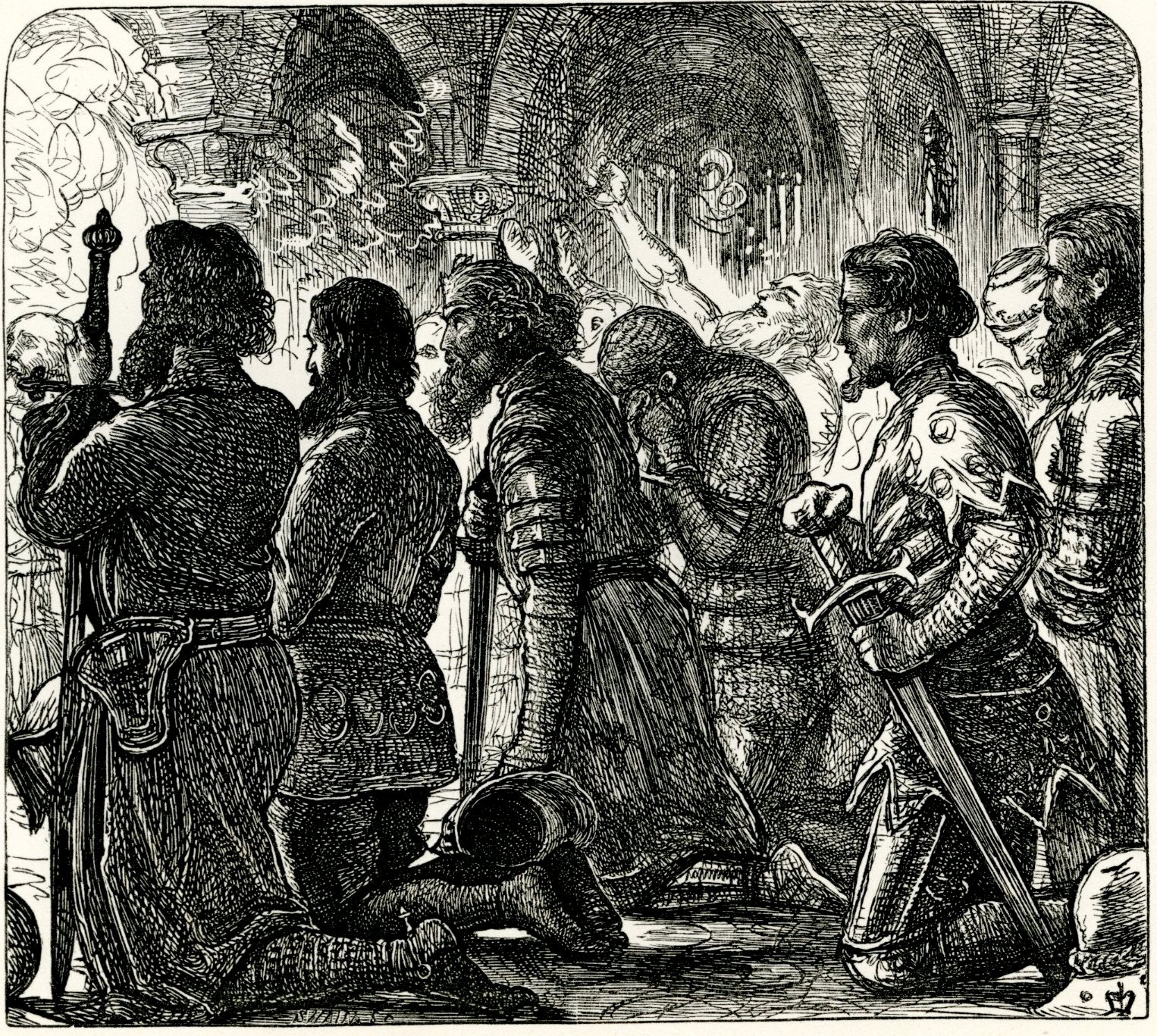
戦いの前に、跪いて祈りを捧げるボーマノワールの騎士たち

決闘の動機は明らかになっていない。現存する最も古い書物では、両家の騎士とも騎士道精神に基づきそれぞれ崇拝する貴婦人のために戦ったと説明している。つまり、ブロワ家のパンティエーヴル女伯ジャンヌとモンフォール家の当主ジャン・ド・モンフォールの妻ジャンヌ・ド・フランドルである。両者とも、夫が虜囚の身であったり死んだりしており、当時は両家を率いる立場だった。同時代の年代記作家のジャン・ル・ベルやフロワサールはこの立場をとっており、特に前者は実際に戦いに参加した者から聞き取ったと主張している。
一方、戦後広く流布しよく知られることになった歌の中では、違った形で語られている。歌詞の基になっているのが、ブロワ家の支持者たちの作った歌ということもあって、ベンバラとその騎士たちが悪逆非道な領主のように描かれており、たまりかねた庶民がボーマノワールに助けを求めたという経緯になっている。歌詞では、敬虔で模範的なキリスト教徒に描かれたボーマノワールに対して、ベンバラは怪しげな魔術師に傾倒していたことになっている。

## 戦闘

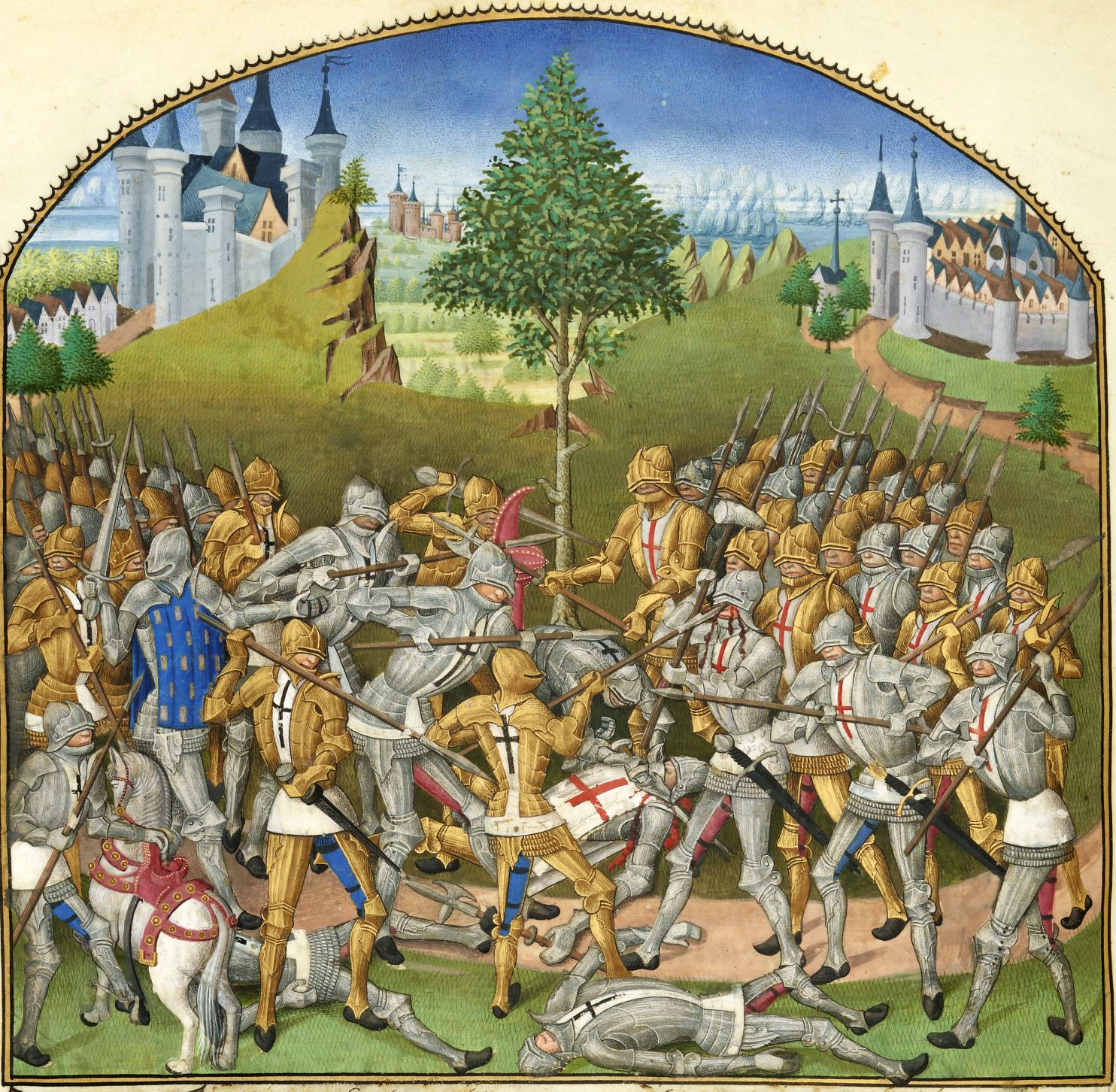
「30人の戦い（1480年）。プロエルメルとジョスランの城が両端に描かれている

舞台はプロエルメル城とジョスラン城の中間地点にある「chêne de Mi-Voie（真ん中のオークの木）」に決まり、多くの観衆も集まった。ブロワ家側はボーマノワール率いるブルトン人30人。一方、ベンバラ率いるモンフォール家側の30人の内訳はイングランド人20人（百年戦争で活躍するロバート・ノールスやヒュー・カルバーリーらもいた）、ドイツ人傭兵6人、ブルトン人4人だった。ベンバラ自身はイングランド人だったのかドイツ人だったのか諸説あり、定かでない。
戦いが始まると、両家の騎士たちは剣、ダガー（短剣）、槍、斧などで切り結んだ。フロワサールによると、双方とも礼儀正しく高潔だったという。数時間戦いフランス側に4人、イングランド側に2人の死者が出たところで、両軍とも疲労困憊して休憩をとり、水を飲んだり傷の手当てをしたりした。戦闘が再開しベンバラが斃れると、リーダーを失ったイングランド軍にフランス軍は繰り返し攻撃を加えた。フランス側の従騎士ギヨーム・ド・モントーバンが馬でイングランド側の戦列を突破すると、ようやく勝負は決した。イングランド騎士7人が倒され、残りは降伏した。双方とも戦死していない者はみな重傷を負っており、イングランド側は9人が死んだ。捕虜は手厚く遇され、少額の身代金で解放された。

## 評判
決闘は戦争の大勢にはまったく影響を与えなかったが、同時代の人びとからは最高の騎士道だともてはやされた。多くの吟遊詩人が歌い、フロワサールの年代記で語られ、詩や絵画のモチーフとなった。戦場には石碑が建てられ、フランス王シャルル5世は戦いを描いたタペストリーをつくらせた。騎士道の観点からこの戦いを見た場合、大事なのは勝敗ではなくいかに振舞ったかであり、両軍ともに尊敬に値するとされた。
ところが時代を経ると、評価のされ方もまったく異なるものとなる。前述の流行歌のようにイングランドの騎士が悪役となり、モンフォール家は庶民を苦しめる外国の傭兵集団で、対するフランス騎士やブロワ家の者たちが騎士としての義務を果たしか弱き人々を守る貴族として描かれるようになる。ブルターニュがフランスに併合されると、「外国の侵略に対する英雄的な戦い」として、フランスのナショナリズムの立場から百年戦争を語る際に引き合いに出された。1811年にはナポレオンが戦場跡地に巨大なオベリスクの建立を計画し、結局彼の治世下では実現しなかったが、1819年に王政復古したルイ18世が、ブルボン朝を称える碑文と共に完成させた。